# Ажигов, Олег Хаматханович
Олег Хаматханович Ажигов (род. 7 марта 1964, Чечено-Ингушская АССР) — советский и белорусский тренер по греко-римской борьбе, заслуженный тренер Республики Беларусь.

## Биография
Родился в 1964 году в Чечено-Ингушетии. 
В первый класс школы пошел в Борисове. В 11 летнем возрасте начал заниматься классической борьбой в Борисовской СДЮШОР. 
После продолжил образование в Гродненской спортивной школе-интернате, затем закончил Гродненский техникум физической культуры. 
После окончания техникума проходил срочную службу в спортивной роте СКА «Минск».
Мастер спорта СССР. 
После службы в армии поступает в Львовское пожарно-техническое училище МВД СССР, по окончании которого возвращается в Борисов профессиональным огнеборцем.
В 2002 году завершает карьеру огнеборца в звании майора, после чего начинает работу в Борисовской СДЮШОР тренером. 
Среди учеников: чемпион Европы и призер чемпионата мира Элбек Тожиев, призеры чемпионатов мира и Европы Виктор Сосуновский и Кирилл Маскевич.

## Награды и звания
- Заслуженный тренер Республики Беларусь (2014)